# Extrema izquierda histórica
La Extrema izquierda histórica (en italiano: Estrema sinistra storica), originalmente conocida como Extrema izquierda (en italiano: Estrema sinistra), Extrema Radical (en italiano: Estrema Radicale), simplemente La Extrema (en italiano: L'Estrema), o Partido de la Democracia (en italiano: Partito della Democrazia), fue un grupo parlamentario de izquierda y una coalición de políticos radicales, republicanos y socialistas en Italia durante la segunda mitad del siglo XIX. Anteriormente conocida como el ala extrema de la Izquierda histórica antes de la unificación italiana, se convirtió en un grupo separado cuando la rama más moderada de la izquierda aceptó el liderazgo de la Casa de Saboya para construir el nuevo estado italiano.

## Historia
La Extrema izquierda histórica fue fundada en 1867 por Agostino Bertani y Felice Cavallotti como un partido liberal-radical. En 1882, los radicales formaron un grupo parlamentario de extrema izquierda con Andrea Costa, el primer socialista elegido para el Parlamento italiano. El partido apoyó la completa separación de la iglesia y el estado, la descentralización hacia los gobiernos municipales, los Estados Unidos de Europa según las creencias de Carlo Cattaneo, los impuestos progresivos, un poder judicial independiente, la educación gratuita y obligatoria para los niños, el sufragio universal, los derechos de las mujeres y de los trabajadores mientras se oponen la pena capital, así como cualquier tipo de proteccionismo, nacionalismo, imperialismo y colonialismo.
El Extremo estaba formado principalmente por tres grupos:
- Los radicales, que apoyaron las ideas democráticas, aceptaron transitoriamente la monarquía constitucional si permitía el sufragio universal.
- Los republicanos, que insistieron en una República italiana y, en consecuencia, rechazaron cualquier colaboración con el estado monárquico existente.
- Los socialistas, que vieron el sufragio universal y la proclamación de la república como un primer paso hacia una revolución social.

La Extrema izquierda histórica, apoyando a la república y en consecuencia la derogación del Estatuto albertino, fue vista como un movimiento anticonstitucional. Bajo la ley electoral oligárquica de la Italia recién unificada, no había posibilidades de que El Extremo entrara en el Parlamento italiano, a excepción de algunos héroes nacionales como Giuseppe Garibaldi. La reforma electoral de 1882 permitió la posibilidad de formar un pequeño grupo parlamentario de oposición, pero solo después de la introducción del sufragio universal en 1913, se convirtió en el partido de izquierda dominante de la Cámara de Diputados italiana y la coalición ganadora en muchos municipios y elecciones provinciales en el norte de Italia.
La Extrema izquierda histórica emergió como una fuerza parlamentaria importante cuando la progresista Izquierda histórica derrocó al gobierno de Marco Minghetti durante la llamada Revolución Parlamentaria de 1876, que llevó a Agostino Depretis a convertirse en Primer Ministro. Sin embargo, Depretis inmediatamente comenzó a buscar apoyo entre los parlamentarios de derecha, que rápidamente cambiaron de posición en un contexto de corrupción generalizada. Este fenómeno, conocido en italiano como trasformismo (en un periódico satírico, el Primer Ministro Depretis fue descrito como un camaleón), eliminó efectivamente las diferencias políticas en el Parlamento, que estaba dominado por un bloque liberal poco distinguido con un mayoría aplastante hasta después de la Primera Guerra Mundial.

## Miembros importantes
Importantes líderes y miembros de la Extrema izquierda histórica fueron Agostino Bertani, Andrea Costa, Filippo Turati, Napoleone Colajanni, Francesco Saverio Nitti, Giovanni Bovio, Giovanni Cantoni, Felice Cavallotti, Enrico Ferri, Ernesto Nathan y Ettore Sacchi.

## Resultados electorales
| Cámara de Diputados |                   |      |         |     |                   |
| Año electoral       | Votos             | %    | Escaños | +/– | Líder             |
| 1867                | Desconocido (3.º) | 2,7  | 0/493   | 15  | Agostino Bertani  |
| 1870                | Desconocido (3.º) | 1,9  | 0/493   | –   | Agostino Bertani  |
| 1874                | Desconocido (3.º) | 1,6  | 0/508   | –   | Agostino Bertani  |
| 1876                | Desconocido (3.º) | 1,5  | 0/508   | –   | Agostino Bertani  |
| 1880                | Desconocido (4.º) | 1,8  | 0/508   | –   | Agostino Bertani  |
| 1882                | 100.560 (3.º)     | 8,6  | 44/508  | 44  | Agostino Bertani  |
| 1886                | 123.958 (3.º)     | 5,2  | 45/508  | 1   | Felice Cavallotti |
| 1890                | 101.924 (3.º)     | 6,9  | 42/508  | 3   | Felice Cavallotti |
| 1892                | 186.601 (3.º)     | 11,0 | 56/508  | 14  | Felice Cavallotti |
| 1895                | 224.879 (3.º)     | 18,4 | 62/508  | 6   | Felice Cavallotti |
| 1897                | 200.376 (3.º)     | 16,1 | 82/508  | 20  | Felice Cavallotti |
| 1900                | 333.945 (2.º)     | 26,3 | 96/508  | 14  | Ettore Sacchi     |